# Лисинский, Ватрослав
Ватрослав Лиси́нский (хорв. Vatroslav Lisinski; 8 июля 1819, Загреб — 31 мая 1854, там же) — хорватский композитор, «основоположник новой хорватской и южнославянской музыки», как написано на его надгробном памятнике. Своё настоящее имя Игнац Фукс (нем. Ignaz Fuchs) в 1850 г. изменил на соответствующие ему хорватские имя и фамилию.
Родился в немецко-еврейской семье. В 1838—1842 гг. изучал в Загребе философию и право, одновременно обучаясь музыке под руководством директора музыкальной школы Юрая Карло Виснера-Моргенштерна. В 1841 году выступил с первым музыкальным произведением. В 1846 году в загребском театре была поставлена опера Лисинского «Любовь и злодейство» (хорв. Ljubav i zloba) — первая хорватская опера, написанная на либретто Димитрии Деметера (с инструментовкой своему ученику помогал Виснер-Моргенштерн). В 1847—1850 гг. Лисинский совершенствовал свои композиторские навыки в Праге под руководством Яна Бедржиха Китля. В Праге Лисинский начал работу над второй оперой «Порин» (также на либретто Деметера), которую завершил по возвращении в Загреб в 1851 году (однако поставлена она была только в 1897-м).
Умер в 1854 году и был похоронен на Мирогойском кладбище.
Именем Лисинского назван Концертный зал имени Ватрослава Лисинского в Загребе.